# Intersport Heilbronn Open 2005
L'Intersport Heilbronn Open 2005 è stato un torneo di tennis facente parte della categoria ATP Challenger Series nell'ambito dell'ATP Challenger Series 2007. Il torneo si è giocato a Heilbronn in Germania dal 24 al 30 gennaio 2005 su campi in cemento indoor e aveva un montepremi di $100 000.

## Vincitori

### Singolare
Jiří Vaněk ha battuto in finale  Lars Burgsmüller con il punteggio di 6–2, 6–4

### Doppio
Sébastien de Chaunac /  Michal Mertiňák hanno battuto in finale  Gilles Elseneer /  Gilles Müller con il punteggio di 6–2, 3–6, 6–3